# フレスポ国分

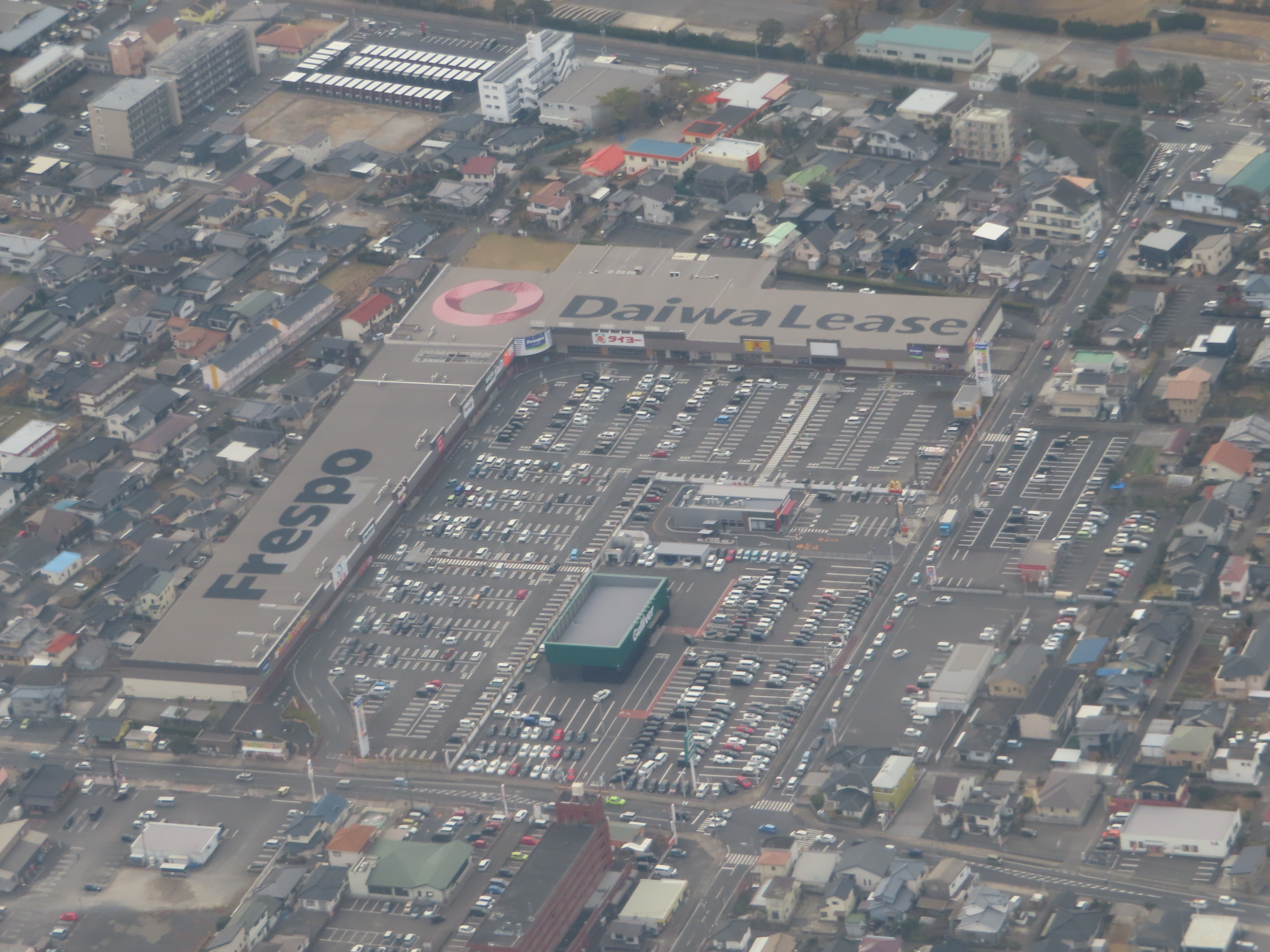
フレスポ国分の航空写真。

フレスポ国分（フレスポこくぶ）は、鹿児島県霧島市国分広瀬二丁目にある大和リースの複合商業施設。2008年11月20日開業。
2007年5月に閉園し、長島企業グループが運営していた「国分ジャングルパーク」の跡地を大和リースへ賃貸し、商業施設を建築した。

## 概要
- 開業: 2008年11月20日
- テナント総数: 14
- 階数: 1
- 売場面積:
- 駐車場: 590台

鹿児島空港に近い為、屋上には空からの広告を目的としたサイン工事が施されている。

## テナント
ショップ
- タイヨー - スーパー「タイヨー広瀬北店」。
- マツモトキヨシ - ドラッグストア（マツモトキヨシ九州販売の運営）。
- わんだふる王国/SATSUMAN - アメリカ雑貨・オリジナルブランド。(※2009年6月30日閉店。)
- as.SILVER - シルバーアクセサリーショップ。(※2009年6月30日閉店。)
- アジアン雑貨 プランプラン - アジアン雑貨及び衣料品店。
- シネマクラブ - レディースカジュアルショップ。
- ユニクロ - ファミリーカジュアルショップ。
- エーツー - メディアリサイクル。
- SHOE・PLAZA - 靴店。
- OUTLET-J - ジーンズ＆カジュアルショップ。
- TSUTAYA - レンタル・書籍など。(※2009年1月24日オープン。)

サービス
- スタジオアリス - 写真館。
- Ann・Ann Petit・Pas - 美容室。

フードコート(※2009年6月30日全店舗閉店。)
- ラーメン空間はくざん - ラーメン店。
- うどんそば中村屋 - うどんそば店。
- お食事やじゅう
- ふぁーすとふーど薩摩ん

アミューズメント
- ザ・サードプラネット - ゲームセンター。

ATM
- 鹿児島銀行
- 南日本銀行・鹿児島信用金庫・鹿児島相互信用金庫・九州労働金庫(共同ATM)

## アクセス

### 所在地等
- 〒899-4321　鹿児島県霧島市国分広瀬2丁目4-1

### 交通
鹿児島交通自衛隊前もしくは西校前下車すぐ